# أم بديلة (مسلسل)
أم بديلة هو مسلسل درامي اجتماعي عراقي لبناني من تأليف ندى عماد خليل، وإخراج دافيد أوريان وإنتاج إم بي سي وأو ثري ميديا، وهو أول مسلسل درامي يجمع بين نجوم عراقيين ولبنانيين منذ سنوات طويلة. المسلسل من بطولة هند كامل، وعادل عباس، وألكسندر علوم، ومروى كرم وليا أبو شعيا. عرض لأول مرة في 13 أبريل 2021 على قناة إم بي سي العراق.

## القصة
تدور أحداثه حول عائلة الورقي الثرية التي تسعى للحفاظ على اسمها وثروتها، فيتزوج ابن الورقي من ابنة عمه ليتضح لاحقاً أنها غير قادرة على الإنجاب، وبعد تفكير ونقاشات، تقع الوالدة أمل على حّل يتمثل في الاستعانة بأم بديلة. وفي إطار البحث عن فتاة مناسبة للمهمة، يقع اختيار أمل على نيفين التي يعمل والدها سائقاً لدى العائلة.

## الممثلين
- هند كامل بدور أمل
- عادل عباس بدور نبيل
- ألكسندر علوم بدور خالد[9]
- مروة كرم بدور زينة[10]
- ليا أبو شعيا بدور نيفين
- جمانة كريم بدور أميرة
- إيلي متري بدور فتحي
- جان دكاش بدور رامي
- أسعد رشدان بدور بدري
- زهور علاء
- تيسير احمد
- زيد الملاك
- رنين مطر
- مارون عساف
- فريد شوقي
- علاء الدين فؤاد حسن

## الفكرة مقتبسة
أحداث مسلسل أم بديلة مقتبسة من المسلسل التركي لعبة القدر التي تدور أحداثه عن رجل وامرأة متزوجين ويحبان بعضهما كثيراً، إلا أن الزوجة عقيمة ولا تلد ووسط مطالبات عائلة الزوج وحب الزوجة أن تصبح أم، يلجأ الزوجان لإتخاذ طريقة الأم الحاضنة وتتعاون معهما والدة الزوج وهذه الأم البديلة جاءت من الريف وتنجبر على قبول عرض الزوجين لإنقاذ عائلتها.
وكذلك تداول رواد مواقع التواصل الإجتماعي بوستر مسلسل أم بديلة وقارنوه ببوستر مسلسل لعبة القدر، حيث ظهر التشابه واضحاً بتصوير بوستر العمل.

## قنوات البث
- الجدول التالي يبين القنوات التي عرض فيها المسلسل.

| الدولة   | القناة الباثة      | التاريخ       | مراجع  |
| -------- | ------------------ | ------------- | ------ |
| السعودية | شاهد في أي بي      | 13 أبريل 2021 | [ 13 ] |
| العراق   | إم بي سي العراق    | 13 أبريل 2021 | [ 13 ] |
| لبنان    | إم تي في اللبنانية | 13 أبريل 2021 | [ 13 ] |

## قائمة الحلقات
| رقم الحلقة | عنوان الحلقة | إخراج        | تاريخ الإصدار | مدة الحلقة |
| --- | ------------ | ------------ | ------------- | ---------- |
| 1 |              | ديفيد أوريان | 13 أبريل 2021 | 48:12      |
| زينة لا تستطيع الإنجاب بسبب مشاكل صحية. أمل تبحث لخالد عن أم بديلة ليكون لديه طفل يربيه هو وزينة. بدري مصاب بسرطان ونيفين تبحث عن المال لتعالجه. رامي يحاول الزواج من نيفين وهي ترفض. نيفين ترفض عرض أمل. |              |              |               |            |
| 2 |              | ديفيد أوريان | 14 أبريل 2021 | 50:54      |
| أمل أقنعت أميرة وزينة بفكرة الأم البديلة. أمل تطرد بدري من العمل. الماضي يطارد أبو خالد. نيفين وافقت على الزواج من رامي. نيفين تذهب لخالد وتنفعل عليه بسبب تصرفات أمل معها لرفضها موضوع الأم البديلة.     |              |              |               |            |
| 3 |              | ديفيد أوريان | 15 أبريل 2021 | 46:07      |
| نيفين معجبة بخالد. رامي يهادي نيفين، ونيفين غاضبة من وجوده في حياتها. نيفين توافق على عرض أمل من أجل والدها. أمل تأخذ نيفين للمعمل من أجل الفحوصات.                                                       |              |              |               |            |
| 4 |              | ديفيد أوريان | 16 أبريل 2021 | 45:41      |
| نيفين تخبر رامي بأنها لا تريده. أمل تقرر تزويج خالد من نيفين في أثناء عملية الحمل مراعاة للشرع والأصول. نيفين تخبر بدري بأنها تحب خالد وتريد الزواج منه.                                                  |              |              |               |            |
| 5 |              | ديفيد أوريان | 17 أبريل 2021 | 53:02      |
| أمل أقنعت بدري بزواج نيفين وخالد. فتحي يبتز نبيل. رامي يعلم أن والد نيفين مريض سرطان ويحتاج لأموال كثيرة لعلاجه. بدري يكتشف ورقة عقد الأم البديلة بالصدفة في البيت.                                       |              |              |               |            |
| 6 | TBA          | ديفيد أوريان | 18 أبريل 2021 | 45:57      |
| أمل تستفز نبيل بسبب إهماله للبيت. خالد تزوج من نيفين. رامي ينفعل على نيفين بسبب معرفته بزواجها وبدري يتدخل ونيفين تفقد الوعي. اثنان بلطجية يتهجمان على رجل أثناء خروجه من المنزل ليلًا.                    |              |              |               |            |
| 7 | TBA          | ديفيد أوريان | 19 أبريل 2021 | 46:17      |
| بدري يعرف من نيفين بحالته الصحية. نيفين تتفق مع الدكتور على موعد عملية بدري. نيفين تأخذ الأدوية من أجل عملية الزرع. بدري يترك وصيته لخالد في ظرف. بدري يدخل المستشفى استعدادًا للعملية.                    |              |              |               |            |
| 8 | TBA          | ديفيد أوريان | 20 أبريل 2021 | 42:31      |
| نيفين تذهب للبقاء في فيلا نبيل بأمر من أمل، ونيفين تفاجئ بأنها ستبقى في الفيلا حتى الولادة وتتشاجر معها.                                                                                                  |              |              |               |            |
| 9 | TBA          | ديفيد أوريان | 21 أبريل 2021 | 41:12      |
| رامي يتهجم على نيفين في المستشفى وأمن المستشفى يطرده. نيفين تترك بيت نبيل بعد شجار مع أمل وأميرة. |              |              |               |            |
| 10 | TBA          | ديفيد أوريان | 22 أبريل 2021 | 47:24      |
| بدري يخرج من المستشفى ويذهب لبيت نبيل، وأمل تأمر نيفين بعدم الذهاب للمستشفى مع بدري أثناء جلسات علاجه بالأشعة خوفاً على الجنين.                                                                            |              |              |               |            |
| 11 | TBA          | ديفيد أوريان | 23 أبريل 2021 | 48:49      |
| زينة وأمل كادا أن يسمما نيفين ولكن الخادمة تسممت مكانها. ميسم تحاول إحداث الوقيعة بين خالد ونيفين بسبب رامي ونيفين تعرف بذلك.                                                                             |              |              |               |            |
| 12 | TBA          | ديفيد أوريان | 24 أبريل 2021 | 37:16      |
| خالد يطفئ الحريق بنفسه، وعائلة نبيل تقف ضد نيفين، وخالد يدافع عنها، وفتحي يخبر نبيل بأنه ليس له علاقة بالحريق.                                                                                            |              |              |               |            |
| 13 | TBA          | ديفيد أوريان | 25 أبريل 2021 | 51:28      |
| خالد يأخذ نيفين ويذهبان في إجازة إلى فندق. قاسم زوج سوسن يُحاصر من ملثمين، وشخص ما على وشك قتله. |              |              |               |            |
| 14 | TBA          | ديفيد أوريان | 26 أبريل 2021 | 45:06      |
| عائلة نبيل تسافر إلى العراق لتعزية سوسن في وفاة قاسم. نيفين تتهرب من رامي وتريد إثبات بأنه وراء حريق الفيلا.                                                                                              |              |              |               |            |
| 15 | TBA          | ديفيد أوريان | 27 أبريل 2021 | 48:54      |
| المشاحنات تتزايد بين نيفين وزينة. خالد يقف أمام عائلته من أجل نيفين ويهدد زينة بالطلاق ويطرد أميرة بشكل غير مباشر.                                                                                        |              |              |               |            |
| 16 | TBA          | ديفيد أوريان | 28 أبريل 2021 | 49:00      |
| سوسن وأمل يقنعان خالد بترك نيفين. سوسن تقابل نيفين وتتعاطف معها. علاء يتهجم على نيفين في بيتها. |              |              |               |            |
| 17 | TBA          | ديفيد أوريان | 29 أبريل 2021 | 45:56      |
| نيفين تنجو بجنينها على يد خالد. علاء نفذ الجريمة بالإتفاق مع زينة وأميرة. فتحي يهدد نبيل بحياة عائلته. نبيل يصفع علاء على وجهه بسبب أسلوبه.                                                               |              |              |               |            |
| 18 | TBA          | ديفيد أوريان | 30 أبريل 2021 | 47:32      |
| خالد يطرد رامي من مكتبه، ويقرر رامي أن يقتل خالد في أثناء عودته إلى منزله ولكن خالد يراه، وأميرة تدخل غرفة بدري لتبديل الأدوية وسوسن تكشفها ولكنها تضطر للسكوت.                                           |              |              |               |            |
| 19 | TBA          | ديفيد أوريان | 1 مايو 2021   | 40:53      |
| رامي يهرب دون أن يؤذي خالد، وصديق رامي يضع عبوتان فاسدتان من ألبان شركة خالد أمام أحد المنازل ويتسبب في تسمم شخصين، ميسم حامل من رامي، ورامي يطالبها بالإجهاض.                                            |              |              |               |            |
| 20 | TBA          | ديفيد أوريان | 2 مايو 2021   | 37:59      |
| عائلة نبيل تسافر للعراق من أجل الاطمئنان على سوسن. زينة تسمع خالد وهو يخبر أمل بحبه لنيفين. نيفين تتشاجر مع زينة وأميرة. أمل تطلب نيفين ترك خالد ونيفين ترفض. أمل تتفق مع زينة وأميرة على نيفين.          |              |              |               |            |

## الجوائز والترشيحات
| السنة | الجائزة                                     | الفئة                                          | النتيجة | المراجع.      |
| ----- | ------------------------------------------- | ---------------------------------------------- | ------- | ------------- |
| 2021  | جائزة إي تي بالعربي لأفضل الأعمال الرمضانية | أفضل مسلسل دراما عربية مشتركة                  | رُشِّح     | [ 14 ] [ 15 ] |
| 2021  | جائزة إي تي بالعربي لأفضل الأعمال الرمضانية | أفضل تتر غنائي                                 | فوز     | [ 14 ] [ 15 ] |
| 2021  | جائزة إي تي بالعربي لأفضل الأعمال الرمضانية | أفضل ممثل مسلسلات عربية مشتركة (ألكسندر علوم)  | رُشِّح     | [ 14 ] [ 15 ] |
| 2021  | جائزة إي تي بالعربي لأفضل الأعمال الرمضانية | أفضل ممثل عراقي (الكسندر علوم)                 | فوز     | [ 14 ] [ 15 ] |
| 2021  | جائزة إي تي بالعربي لأفضل الأعمال الرمضانية | أفضل ممثلة مسلسلات عربية مشتركة (ليا أبو شعيا) | رُشِّح     | [ 14 ] [ 15 ] |
| 2021  | جائزة الهلال الذهبي                         | أفضل مخرج                                      | فوز     | [ 16 ] [ 17 ] |
| 2021  | جائزة الهلال الذهبي                         | أفضل ممثل واعد (ألكسندر علوم)                  | فوز     | [ 16 ] [ 17 ] |
| 2021  | جائزة الهلال الذهبي                         | أفضل ممثلة في دور ثانوي (جمانة كريم)           | فوز     | [ 16 ] [ 17 ] |
| 2021  | جائزة الهلال الذهبي                         | أفضل شارة مسلسل                                | فوز     | [ 16 ] [ 17 ] |